# Перьми
 Перьми  — деревня в Сандовском районе Тверской области.

## География
Находится в северо-восточной части Тверской области на расстоянии приблизительно 20 км по прямой на запад-юго-запад по прямой от районного центра поселка Сандово.

## История
Деревня была отмечена уже на карте Менде (состояние местности на 1848 год). В 1859 году здесь (тогда деревня Перня Весьегонского уезда Тверской губернии) было учтено 11 дворов, в 1978 — 37. С 2005 до 2020 года входила в состав ныне упразднённого Лукинского сельского поселения.

## Население
Численность населения: 86 человек (1859 год), 46 (русские 100 %) в 2002 году, 8 в 2010.